# Alex Padilla
Alejandro Padilla dit Alex Padilla, né le 22 mars 1973 à Los Angeles, est un homme politique américain membre du Parti démocrate. En 1999, il est élu au conseil municipal de Los Angeles, qu'il préside de 2001 à 2006. Il est ensuite élu au Sénat de l'État de Californie de 2006 à 2014, année où il devient secrétaire d'État de Californie. En 2021, il est nommé au Sénat des États-Unis pour remplacer Kamala Harris, devenue vice-présidente des États-Unis. Il est élu sénateur de Californie en 2022.

## Biographie

### Famille et études
Alex Padilla est l'enfant de deux parents mexicains, son père est un cuisinier originaire de Jalisco tandis que sa mère est une femme de ménage de Chihuahua. Il grandit à Pacoima, dans la vallée de San Fernando en Californie.
En 1994, il est diplômé en ingénierie mécanique du Massachusetts Institute of Technology. Alors qu'il envisage d'abord une carrière dans l'aérospatiale, il s'engage en politique. Après ses études, il travaille pour la sénatrice fédérale démocrate Dianne Feinstein et pour le député de Californie Tony Cárdenas.
Il est marié à Angela, avec qui il a trois enfants.

### Conseil municipal de Los Angeles
En 1999, âgé de 26 ans, il est élu au conseil municipal de Los Angeles avec le soutien du Parti démocrate de Californie. Dans le 7e district, il est élu avec environ deux tiers des suffrages face à l'activiste Corinne Sanchez. Il est réélu sans opposition en 2001 et 2005.
En 2001, il devient le plus jeune président du conseil municipal angeleno. Au conseil municipal, il participe notamment au développement du L.A. Live et à la modernisation de l'aéroport de Los Angeles.

### Sénateur de Californie
En 2006, Alex Padilla se présente au Sénat de l'État de Californie dans le 20e district, dans la vallée de San Fernando. Il remporte la primaire démocrate avec 55,7 % des voix puis l'élection de novembre avec 74,9 % des suffrages. Il est réélu en 2010 avec 68,4 % des voix.
Au Sénat, il s'intéresse notamment à la santé publique et à l'environnement. Il est ainsi à l'origine du California Genetic Information Nondiscrimination Act de 2011, des notices d'information caloriques sur les menus des restaurants, de diverses mesures législatives concernant le tabagisme, de la limitation des boissons alcoolisées contenant de la caféine, de nouveaux standards concernant les appareils hospitaliers de radiographie afin de limiter l'exposition des patients, et, en 2014, d'une loi visant à interdire l'usage des sacs plastiques en Californie.
Membre du conseil d'administration du Massachusetts Institute of Technology (MIT) et secrétaire du Energy, Utilities and Communications Committee du Sénat californien, Padilla s'est engagé par ailleurs dans différents projets de développement et défend d'un côté les nouvelles technologies, de l'autre l'économie verte. Il a ainsi participé à la loi établissant les standards à respecter pour les véhicules autonomes, signée au siège de Google et a rédigé la loi imposant la Californie de se doter d'un smart grid, ou « réseau intelligent » pour la distribution d'électricité.[réf. nécessaire]

### Secrétaire d'État
En 2014, Padilla ne peut pas se représenter à un nouveau mandat de sénateur. Il est alors candidat au poste de secrétaire d'État de Californie, qui supervise notamment les élections, le financement des campagnes électorales et l'enregistrement des sociétés dans l'État. Alors que le sénateur démocrate Leland Yee est d'abord considéré comme le favori de l'élection, il est arrêté pour trafic d'armes. Alex Padilla se qualifie alors pour l'élection générale avec le républicain Pete Peterson, mais l'écart entre les deux candidats est faible. Padilla rassemble 30,1 % des voix, contre 29,7 % pour Peterson et 9,8 % pour Lee. En novembre, Alex Padilla est élu secrétaire d'État avec près de 54 % des suffrages.
Au début de son mandat, qui commence le 5 janvier 2015, ses principaux objectifs sont faciliter l'enregistrement des sociétés en ligne et augmenter la participation aux élections, en simplifiant notamment les démarches pour s'inscrire sur les listes électorales. Avec son soutien, la Californie autorise ainsi le transfert d'informations du département des véhicules motorisés vers son administration pour faciliter l'inscription sur les listes électorales. En raison des accusations d'ingérences russes dans l'élection présidentielle américaine de 2016, la sécurité des systèmes d'information devient un élément important de son mandat.

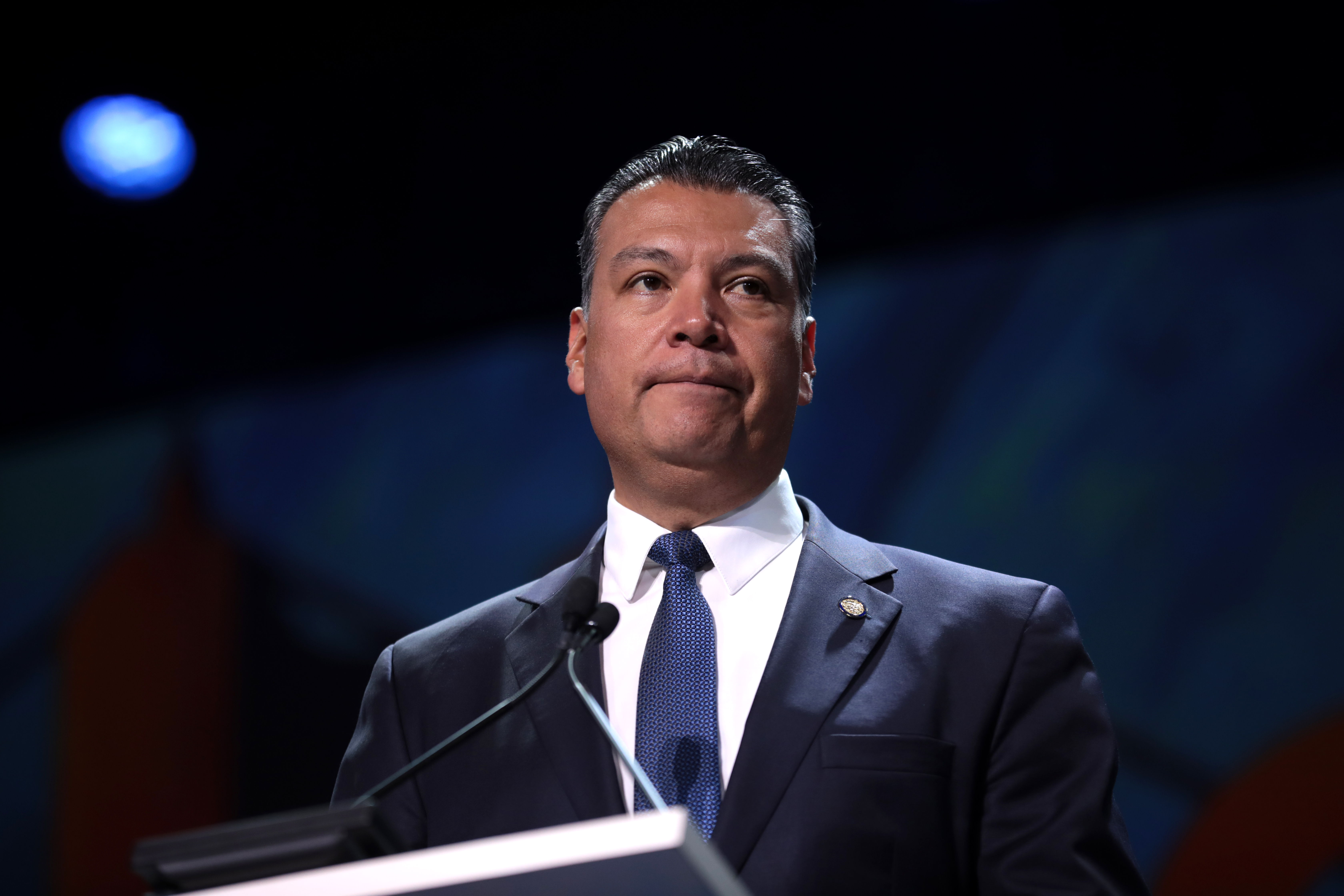
Alex Padilla en 2019.

En 2018, il prend la tête de l'association des secrétaires d'État démocrates, qui a pour but de faire élire de nouveaux secrétaires d'État affiliés au Parti démocrate. La même année, Alex Padilla est lui-même réélu secrétaire d'État avec 29 points d'avance sur son adversaire républicain.
Alors qu'il est secrétaire d'État, se développent le vote par correspondance et le vote provisionnel, pour des électeurs dont l'éligibilité est vérifiée par la suite. Ces changements ralentissent le comptage des voix, qui prend désormais plusieurs semaines. Lors des élections de 2018, des élus républicains paraissant en tête le soir de l'élection se retrouvent ainsi battus quelques semaines plus tard, le temps que tous les bulletins soient comptés. Ces résultats lui valent des critiques du Parti républicain, certains républicains allant jusqu'à parler de fraudes — sans preuve,.

### Sénateur des États-Unis
Après l'élection présidentielle américaine de 2020 et la victoire du candidat démocrate Joe Biden, son nom est évoqué pour succéder à la vice-présidente élue Kamala Harris au Sénat des États-Unis. Sa nomination reçoit notamment le soutien de l'autre sénatrice des États-Unis pour la Californie, Dianne Feinstein. D'après le New York Times, il est considéré comme le favori pour le poste, en raison de ses liens avec le gouverneur Gavin Newsom. Le 22 décembre 2020, Newsom rend publique son intention de nommer Padilla au Sénat,. Le 20 janvier 2021, après la démission de Kamala Harris, il prête serment et devient le premier sénateur hispanique de l'histoire de la Californie. Il devient le premier hispanique élu sénateur de la Californie lors des élections sénatoriales de 2022.
Le 13 juin 2025, Alex Padilla est violemment exclu d'une conférence de presse de Kristi Noem, la secrétaire à la Sécurité intérieure, alors qu'il tentait de l'interpeller.